# 田原台
田原台（たわらだい）は、大阪府四條畷市の町名。現行行政地名は田原台一丁目から田原台九丁目。また新興住宅地でもある。

## 地理
生駒山系東麓に位置し、区画整理事業により都市再生機構のニュータウンである「パークヒルズ田原」を核とした街づくりが行われ、関西文化学術研究都市（学研都市）の西端の住宅地として発展している。なお、学研都市の枠組みでは本地域が田原地区の名で文化学術研究地区に指定され、別に指定されている清滝地区が最西端にあたる。
上田原、さつきヶ丘、下田原、緑風台及びこの田原台を含む地域は、前述のように生駒山地の東側に位置し平地としては奈良盆地に接続しているため、奈良県への道路網が発達していたり奈良テレビ放送が受信できるなど、奈良県との結びつきが強い。逆に、四條畷市中心部へは国道163号清滝トンネルか清滝峠を経由して行くしかなく、その結びつきは比較的弱い。
- 市外局番も市中心部で使われている072-8（寝屋川MA）ではなく隣接する奈良県生駒市と同じ0743（奈良MA）が用いられている（阪奈道路沿いのみ大東市から電話線を引いているため寝屋川MA）。
- 郵便番号も奈良県仕様の〒630-01（高山郵便局）だったが、1995年に四條畷市街と同じ〒575（四條畷郵便局）へ変更された。
- 田原台内には住宅の他、教育施設として四條畷市立田原小学校・四條畷市立田原中学校が設置され、民間企業の研修所も2ヶ所に設置されている。

### パークヒルズ田原
この住宅街は造成途上で、「パークヒルズ田原」と名付けられた。大阪市内から20キロ足らずの場所に位置している為、急速に住宅が建設され、バスによる交通アクセスも整備された。
現在は開発はほぼ終了しているが、2011年現在まだ一部に住宅計画用の用地（土地）を確保している状態である。

## 歴史
田原台の開発事業は、1983年度に始まった。施行面積は約127ヘクタール、計画人口は約10,000人で2004年度まで行われた。分譲開始は1990年3月であった。田原台の開発事業の正式名称は、「四條畷都市計画事業田原特定土地区画整理土地区画整理促進区域事業」と称する。

## 世帯数と人口
2020年（令和2年）4月30日現在（四條畷市発表）の世帯数と人口は以下の通りである。
| 丁目         | 世帯数    | 人口    |
| ------------ | --------- | ------- |
| 田原台一丁目 | 255世帯   | 630人   |
| 田原台二丁目 | 284世帯   | 791人   |
| 田原台三丁目 | 360世帯   | 935人   |
| 田原台四丁目 | 256世帯   | 666人   |
| 田原台五丁目 | 288世帯   | 735人   |
| 田原台六丁目 | 128世帯   | 324人   |
| 田原台七丁目 | 263世帯   | 642人   |
| 田原台八丁目 | 448世帯   | 1,222人 |
| 田原台九丁目 | 355世帯   | 1,002人 |
| 計           | 2,637世帯 | 6,947人 |

### 人口の変遷
国勢調査による人口の推移。
| 1995年（平成7年）  | 2,913人 | [ 7 ]  |  |
| 2000年（平成12年） | 4,913人 | [ 8 ]  |  |
| 2005年（平成17年） | 6,176人 | [ 9 ]  |  |
| 2010年（平成22年） | 6,488人 | [ 10 ] |  |
| 2015年（平成27年） | 6,664人 | [ 11 ] |  |

### 世帯数の変遷
国勢調査による世帯数の推移。
| 1995年（平成7年）  | 845世帯   | [ 7 ]  |  |
| 2000年（平成12年） | 1,464世帯 | [ 8 ]  |  |
| 2005年（平成17年） | 1,904世帯 | [ 9 ]  |  |
| 2010年（平成22年） | 2,068世帯 | [ 10 ] |  |
| 2015年（平成27年） | 2,258世帯 | [ 11 ] |  |

## 学区
市立小・中学校に通う場合、学区は以下の通りとなる（2020年4月時点）。
| 丁目         | 番・番地等 | 小学校               | 中学校               |
| ------------ | ---------- | -------------------- | -------------------- |
| 田原台一丁目 | 全域       | 四條畷市立田原小学校 | 四條畷市立田原中学校 |
| 田原台二丁目 | 全域       | 四條畷市立田原小学校 | 四條畷市立田原中学校 |
| 田原台三丁目 | 全域       | 四條畷市立田原小学校 | 四條畷市立田原中学校 |
| 田原台四丁目 | 全域       | 四條畷市立田原小学校 | 四條畷市立田原中学校 |
| 田原台五丁目 | 全域       | 四條畷市立田原小学校 | 四條畷市立田原中学校 |
| 田原台六丁目 | 全域       | 四條畷市立田原小学校 | 四條畷市立田原中学校 |
| 田原台七丁目 | 全域       | 四條畷市立田原小学校 | 四條畷市立田原中学校 |
| 田原台八丁目 | 全域       | 四條畷市立田原小学校 | 四條畷市立田原中学校 |
| 田原台九丁目 | 全域       | 四條畷市立田原小学校 | 四條畷市立田原中学校 |

## 事業所
2016年（平成28年）現在の経済センサス調査による事業所数と従業員数は以下の通りである。
| 丁目         | 事業所数 | 従業員数 |
| ------------ | -------- | -------- |
| 田原台一丁目 | 6事業所  | 40人     |
| 田原台二丁目 | 5事業所  | 73人     |
| 田原台三丁目 | 8事業所  | 15人     |
| 田原台四丁目 | 26事業所 | 183人    |
| 田原台五丁目 | 11事業所 | 45人     |
| 田原台六丁目 | 2事業所  | 32人     |
| 田原台七丁目 | 6事業所  | 56人     |
| 田原台八丁目 | 7事業所  | 48人     |
| 田原台九丁目 | 4事業所  | 35人     |
| 計           | 75事業所 | 527人    |

## 施設
- 四條畷市立田原小学校
- 四條畷市立田原中学校
- 戎公園
- 北谷公園
- 田原簡易郵便局
- 四條畷消防署田原分署
- 田原台看護学校
- 役の行者資料館
- 田原台ハウジングプラザ
- アカカベ田原台店

## 交通

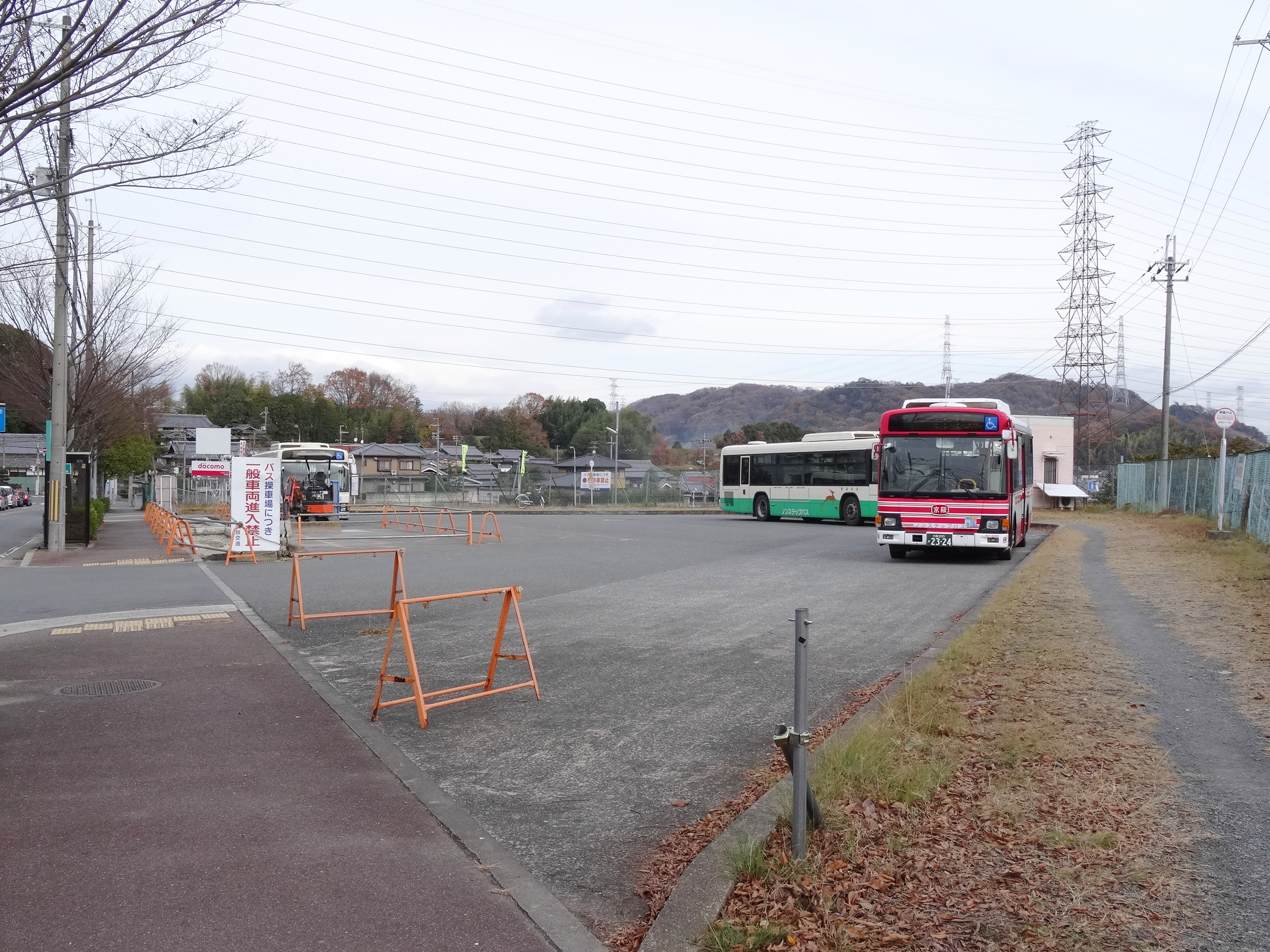
奈良交通 田原台一丁目操車場

- 第二阪奈道路 壱分ランプより、国道168号線で大阪府・奈良県県境を越え、北西方向に約10キロ
- 国道163号 下田原西交差点を南へすぐ。
- 阪奈道路 生駒登山口付近の交差点で、府道701号中垣内南田原線に入り道なりに進んですぐ。

バス
- 近鉄奈良線生駒駅から、田原台1丁目・9丁目西まで奈良交通バスが運行されている。また、JR片町線（学研都市線）四条畷駅、忍ケ丘駅より四條畷市コミュニティバスも運行されている。

## その他

### 日本郵便
- 郵便番号 : 575-0013[3]（集配局：四條畷郵便局[14]）。

## 参考資料
- パークヒルズ田原公式ページ
- 四條畷市公式HP「4.土地区画整理事業の状況 - 四條畷市」